# أل إدواردز
أل إدواردز (بالإنجليزية: Al Edwards)‏ هو سياسي أمريكي، ولد في 19 مارس 1937. حزبياً، نشط في الحزب الديمقراطي. وقد انتخب عضو مجلس نواب تكساس.